# Erik Đỏ

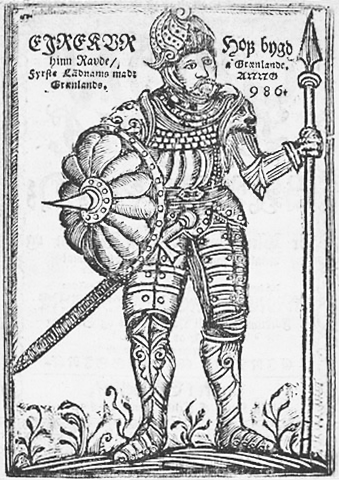
Erik đỏ trong tác phẩm Arngrímur Jónsson's Gronlandia.

Erik Thorvaldsson (tiếng Norske cổ: Eiríkr Þorvaldsson; 950 - khoảng năm 1003), được biết đến như Erik Đỏ (tiếng Norse cổ: Eiríkr Hinn rauði)) là một thủ lĩnh Viking.

## Lịch sử
Erik Đỏ được nhớ trong sách vở saga thời trung cổ và Iceland là người đã thành lập các khu định cư Bắc Âu đầu tiên tại Greenland. Truyền thống Iceland cho biết rằng ông sinh ra tại quận Jæren của Rogaland, Na Uy, là con trai của Thorvald Ásvaldsson, vì vậy ông cũng xuất hiện, tên theo cha, là Erik Thorvaldsson (Eiríkr Þorvaldsson). Việc đặt tên "Đỏ" rất có thể đề cập đến màu tóc của ông và màu sắc của bộ râu của ông. Leif Ericson, nhà thám hiểm nổi tiếng Iceland, là con trai của Erik.
Truyện dân gian Bắc Âu có kể rằng Erik Đỏ bị trục xuất khỏi Iceland vì tội giết người. Ông cùng với đại gia đình và những người nô lệ, lên tàu đi tìm vùng đất được đồn đại là ở hướng tây bắc. Sau khi đã tới nơi, ông đặt tên cho vùng đất này là Grønland ("Greenland"), có lẽ để thu hút thêm những người khác tới định cư ở đây.